# San Juan Chicomezúchil
San Juan Chicomezúchil là một đô thị thuộc bang Oaxaca, México. Năm 2005, dân số của đô thị này là 281 người.